# Pagan Passions
Pagan Passions er en amerikansk stumfilm fra 1924 instrueret af Colin Campbell.

## Medvirkende
- Wyndham Standing som John Dangerfield
- June Elvidge som Mrs. Dangerfield
- Barbara Bedford som Shirley Dangerfield
- Raymond McKee som Billy Dangerfield
- Sam De Grasse som Frank Langley
- Rosemary Theby som Dreka Langley
- Tully Marshall som Dr. Trask
- Dick Brandon